# Seaplane Point
Der Seaplane Point (englisch für Wasserflugzeugspitze; in Argentinien Cabo Morro del Medio ‚Kap Mittelhügel‘) ist eine Landspitze an der Davis-Küste des Grahamlands auf der Antarktischen Halbinsel. Sie liegt am Südufer der Curtiss Bay bzw. an der Nordseite der Tschawdar-Halbinsel.
Luftaufnahmen der Hunting Aerosurveys Ltd. aus den Jahren zwischen 1955 und 1957 dienten ihrer Kartierung. Das UK Antarctic Place-Names Committee benannte die Landspitze 1960 in Anlehnung an die Benennung der Curtiss Bay. Deren Namensgeber ist der US-amerikanische Luftfahrtpionier Glenn Curtiss (1878–1930), der sich ab 1911 insbesondere bei der Entwicklung von Wasserflugzeugen hervortat.